# المخراقة (لودر)

تعديل مصدري - تعديل

المخراقة هي إحدى قرى عزلة زارة بمديرية لودر التابعة لمحافظة أبين، بلغ تعداد سكانها 240 نسمة حسب تعداد اليمن لعام 2004.